# Sant Pau de Salèrn
Saint-Paul-de-Salers és un municipi francès situat al departament de Cantal i a la regió d'Alvèrnia-Roine-Alps. L'any 2007 tenia 122 habitants.

## Demografia

### Població
El 2007 la població de fet de Saint-Paul-de-Salers era de 122 persones. Hi havia 60 famílies de les quals 20 eren unipersonals (12 homes vivint sols i 8 dones vivint soles), 28 parelles sense fills, 4 parelles amb fills i 8 famílies monoparentals amb fills.
La població ha evolucionat segons el següent gràfic:
Habitants censats

### Habitatges
El 2007 hi havia 154 habitatges, 60 eren l'habitatge principal de la família, 86 eren segones residències i 8 estaven desocupats. 148 eren cases i 2 eren apartaments. Dels 60 habitatges principals, 45 estaven ocupats pels seus propietaris, 12 estaven llogats i ocupats pels llogaters i 3 estaven cedits a títol gratuït; 2 tenien una cambra, 8 en tenien dues, 13 en tenien tres, 9 en tenien quatre i 28 en tenien cinc o més. 36 habitatges disposaven pel capbaix d'una plaça de pàrquing. A 32 habitatges hi havia un automòbil i a 18 n'hi havia dos o més.

### Piràmide de població
La piràmide de població per edats i sexe el 2009 era:
| Homes | Edats   | Dones |
| ----- | ------- | ----- |
| 0     | 95 o +  | 0     |
| 0     | 90 a 94 | 0     |
| 0     | 85 a 89 | 0     |
| 4     | 80 a 84 | 8     |
| 4     | 75 a 79 | 0     |
| 0     | 70 a 74 | 4     |
| 16    | 65 a 69 | 4     |
| 0     | 60 a 64 | 0     |
| 4     | 55 a 59 | 8     |
| 8     | 50 a 54 | 8     |
| 12    | 45 a 49 | 0     |
| 4     | 40 a 44 | 12    |
| 0     | 35 a 39 | 12    |
| 0     | 30 a 34 | 4     |
| 4     | 25 a 29 | 0     |
| 0     | 20 a 24 | 4     |
| 8     | 15 a 19 | 12    |
| 4     | 10 a 14 | 0     |
| 4     | 5 a 9   | 0     |
| 4     | 0 a 4   | 0     |

## Economia
El 2007 la població en edat de treballar era de 72 persones, 49 eren actives i 23 eren inactives. De les 49 persones actives 44 estaven ocupades (25 homes i 19 dones) i 5 estaven aturades (2 homes i 3 dones). De les 23 persones inactives 13 estaven jubilades, 2 estaven estudiant i 8 estaven classificades com a «altres inactius».

### Ingressos
El 2009 a Saint-Paul-de-Salers hi havia 57 unitats fiscals que integraven 123 persones, la mediana anual d'ingressos fiscals per persona era de 14.643 €.

### Activitats econòmiques
Dels 6 establiments que hi havia el 2007, 1 era d'una empresa de comerç i reparació d'automòbils, 3 d'empreses d'hostatgeria i restauració, 1 d'una empresa de serveis i 1 d'una empresa classificada com a «altres activitats de serveis».
L'any 2000 a Saint-Paul-de-Salers hi havia 21 explotacions agrícoles que ocupaven un total de 1.800 hectàrees.

## Poblacions més properes
El següent diagrama mostra les poblacions més properes.